# 男願 Groove!
「男願 Groove!」（だんがん・グルーヴ）は、2009年5月27日に発売された郷ひろみ92作目のシングル。

## 概要
前作「ありのままでそばにいて」から約7ヶ月振りのシングル。
「男願 Groove!」はエクササイズDVD『ヒップホップアブス』のイメージソング。ジャケットの異なる初回生産限定盤と通常盤の2形態で発売。初回生産限定盤には特典として「男願 Groove!」ミュージック・ビデオを収録したDVD付、カラー6Pブックレット仕様。

## 収録曲
1. 男願 Groove!（4分20秒）
作詞・作曲・編曲：JackPotBeats
2. 強引 Love（3分44秒）
作詞：白井裕紀、新美香／作曲：林田健司／編曲：真崎修
3. 男願 Groove! (Instrumental)
4. 強引 Love (Instrumental)

## 参加ミュージシャン
- 郷ひろみ：Vocal (#1,2)

Additional Musician
- JackPotBeats：Programmed & Other Instruments (#1,3)
- 増崎孝司：Guitar (#1,3)
- YUSUKE：Chorus (#1)
- HIRO：Chorus (#1)
- SEN：Chorus (#1)
- YUKO：Chorus (#1)
- YUMIKO：Chorus (#1)

## タイアップ
- エクササイズDVD『ヒップホップアブス』イメージソング (#1)

## 収録アルバム
- one and only… (#1)